# 一丸さくら

一丸さくら（いちまる さくら、1990年3月13日 - ）は、舞台俳優。落語家時代は林家扇（はやしや せん）の高座名で落語協会に所属していた。

## 経歴
北海道恵庭市出身。恵庭小学校、恵明中学校を卒業し、札幌市の高校へ進学。中学校時代はソフトボール部に所属していた。
テレビ番組の『笑点』を見て「木久ちゃん、かわいい」と思っていたが、その林家木久扇は本も執筆し、絵も描ける多彩な面があることを知り、木久扇の弟子に林家きく姫という女性落語家がいることを知ると、高校2年のときに弟子入り志願の手紙を木久扇に送った。木久扇からの返信で札幌公演に招かれて対面し、木久扇からは「高校だけは卒業しなさい」と言われる。高校3年時に再度公演に足を運んで対面した際に卒業後の弟子入りを認めてくれたため、高校卒業後の2008年4月に東京に移り住み、木久扇に弟子入りした。以降の約5年半は、見習い、前座としての修業の日々を送る。前座名は「扇」
2013年6月に二つ目に昇進。同じ北海道出身で二つ目の柳亭市童、柳家やなぎとユニット「三匹のこぶたちゃん」を結成し、東京都内や札幌で公演を重ねる。2017年には故郷の恵庭市での初公演を行った。
2017年12月には落語協会の女性落語家13人によるユニット・落語ガールズに立ち上げメンバーとして参加する。
2022年4月に三遊亭律歌、蝶花楼桃花、柳家風柳、林家はな平が真打昇進の際には、新真打の世話を行う番頭の6人のまとめ役・総番頭を務めた。
2022年5月31日、自身のTwitter投稿において、落語協会退会と落語家廃業を発表。落語協会サイトでは6月2日付廃業となっている。その後、演芸専門誌『東京かわら版』2022年7月号に廃業情報が掲載された。
落語家としての最終の仕事は、2022年6月19日、札幌市・松尾ジンギスカン札幌北19条東店で行われた「天どん・扇・きよ彦三人会〜第7回札幌つながり寄席〜」。廃業を決める以前から決まっていた仕事ということで、関係者に許可を得ての出演となった。

## 芸歴
- 2008年
  - 3月 - 林家木久扇に入門。
  - 10月 - 前座となる、前座名「扇」。
- 2013年6月 - 二ツ目昇進。
- 2022年5月 - 廃業。

## 人物
- 血液型はB型。
- BiSHのハシヤスメ・アツコのファンである。
- 好みの男性のタイプは長髪黒髪男子。
- 金髪ショートがトレードマーク。
- 趣味は、掃除、読書、漫画、映画鑑賞、紫色のものを愛でること。本人曰く「ムラキチ」。
- 先輩の蝶花楼桃花、後輩の古今亭雛菊とは落語家時代からの友人。本人談。
- 所属団体や流派の垣根を超えた女流落語家ユニット「落語ガールズ」に所属していた。

## 出演
- 2014年3月、BSジャパン『TOKYO BRANDNEW DAYS〜アシタノワタシ〜』
- 2015年1月、日本テレビ『ボンビーガール』
- 2015年7月、BS朝日『火曜オトナのジカン美女と落語〜明日話したくなる人間術〜』
- 2015年7月、BS日テレ『笑点 特大号・若手大喜利』
- 2015年10月、BS日テレ『笑点 特大号・女流大喜利』
- 2015年 - 2016年、CBCラジオ『歌武蔵の週刊らじちゃんこAD』
- 2022年、林家しん平監督（映画）『二つ目物語』- 秋乃家ひな美 役

## 著書
- 『林家木久扇一門本 〜天下御免のお弟子たち〜』 木久扇と弟子たち（著） （2022年1月、秀和システム） ISBN 978-4798066066